# کلاب‌هاوس
کلاب‌هاوس (انگلیسی: Clubhouse) یک برنامه رسانه اجتماعی بر پایهٔ گفتگوی صوتی است که هم‌اکنون بدون دعوت‌نامه قابل دسترسی است. این برنامه در سال ۲۰۲۰ توسط پل دیویسون و روهان ست از Alpha Exploration Co راه‌اندازی شد. کلاب هاوس ارتباط شنیداری برای گروه‌های چند نفره تا بیش از ۵۰۰۰ تن را تسهیل می‌سازد. هر گونه ضبط، رونویسی، اشتراک‌گذاری و تکثیر این گفتگوها طبق قوانین کلاب‌هاوس ممنوع بوده و تنها با دستورالعمل ارائه شده توسط کلاب‌هاوس قابل انجام است. کلاب هاوس در تاریخ ۹ می ۲۰۲۱ برای سیستم‌عامل اندروید در گوگل پلی منتشر شد. نسخه اندروید کلاب هاوس در گوگل پلی بیش از ۱۰ میلیون بار دانلود شده‌است.
در مه ۲۰۲۰، این اپ نزدیک به ۱۰۰ میلیون دلار ارزش‌گذاری شده‌است. در ۲۱ ژانویه ۲۰۲۱، ارزش این اپ به ۱ میلیارد دلار رسید. از آوریل ۲۰۲۱ در آخرین مرحله سرمایه‌گذاری، ارزش کلاب‌هاوس نزدیک به ۴ میلیارد دلار است. کمپانی‌هایی مانند فیس‌بوک، توئیتر، دیسکورد، تلگرام اسپاتیفای و اسلک در حال طراحی برنامه‌هایی مشابه کلاب‌هاوس برای رقابت با این برنامه هستند.

## تاریخچه
کلاب‌هاوس در آوریل ۲۰۲۰ راه‌اندازی شد. این برنامه در ماه‌های ابتدایی همه‌گیری کووید-۱۹ به ویژه پس از سرمایه‌گذاری ۱۲ میلیون دلاری سری A در مه ۲۰۲۰ (۱۰ میلیون دلار سرمایه اولیه و خرید ۲ میلیون دلاری سهام موجود) از شرکت خطرپذیر اندریسن هورویتس محبوبیت پیدا کرد. از دسامبر سال ۲۰۲۰، این برنامه ۶۰۰۰۰۰ کاربر ثبت شده داشت و فقط با دعوت‌نامه برای کاربران سیستم عامل آی او اس در دسترس بود. در می ۲۰۲۱ نسخه اندروید این برنامه منتشر شد.
در آوریل ۲۰۲۰، زمانی که کلاب‌هاوس هیچ نسخه رسمی برای اندروید ارائه نداده بود، میلاد نوری (برنامه‌نویس ایرانی) اقدام به توسعه و انتشار یک نسخه غیررسمی با عنوان کلاب‌هاوس کرد که به دلیل دوران کرونا و نزدیکی به دوران انتخابات، مورد استفاده کاربرهای زیادی قرار گرفت. و در یک مناظره زنده رادیویی بابت این کار مورد انتقاد جواد جاویدنیا (معاون دادستان کشور) قرار گرفت.
در تاریخ ۲۰ ژوئیه ۲۰۲۱ به صورت رسمی و جهانی محدودیت لیست انتظار و دعوتنامه برای سیستم عامل‌های اندروید و آی او اس لغو شد و همه با وارد کردن شماره تلفن بدون نیاز به دعوتنامه می‌توانند از کلاب هاوس استفاده کنند.

## ویژگی‌ها
کلاب‌هاوس دارای طیف گسترده‌ای از کلوپ‌ها و اتاق‌های مجازی با مکالمه در موضوعات مختلف است. به عنوان مثال برنامه‌های گفتگو، موسیقی، علمی، ادبی، خوانش کتاب، شعر خوانی، شبکه سازی، کسب و کار، دوست‌یابی، اجراها و بحث‌های سیاسی و فرهنگی. این برنامه دارای کاربران مشهوری از جمله دریک، کوین هارت و تیفانی هدیش است که مکالمات مجازی را در کلاب‌هاوس برگزار می‌کنند.بر اساس آمارهای ارائه شده توسط وبسایت App figure، شبکه اجتماعی کلاب‌هاوس توانسته ۳ میلیون بار توسط کاربران دانلود شود و همین در نوع خود رشد قابل توجهی به حساب می‌آید. چیزی حدود ۲ میلیون و ۳۰۰ هزار بار از این دانلودها در ژانویه سال ۲۰۲۱ اتفاق افتاده و جالب تر آن‌که وبسایت App figure مدعی شده که ۳۰ درصد از دانلودهای اپلیکیشن کلاب هاوس، از تاریخ ۲۸ ژانویه به بعد بوده‌است. در حالی که همه رسانه‌های اجتماعی به ویژه توئیتر و فیس‌بوک، سیاست‌ها و قواعد بازدارنده‌ای مانند نشانه‌گذاری ادعاهای نادرست دارند؛ کلاب‌هاوس هیچ سیاست مشخصی برای ایجاد بازدارندگی نسبت به انتشار شایعه و اخبار دروغ در اختیار ندارد.
اکنون این شبکه اجتماعی صوتی، پشتیبانی از ۱۳ زبان دیگر را اضافه کرده‌است. زبان‌های جدید موجود در این پلتفرم شامل عربی، بنگالی، چینی ساده، چینی سنتی، فارسی، هوسه، ایگبو، ماراتی، نپالی، سومالی، تایلندی، ترکیش و یوروبا هستند. در حال حاضر زبانهای جدید تنها در دستگاه‌های اندرویدی قابل دسترس هستند اما این شرکت اعلام کرد به زودی پشتیبانی برای نسخه iOS و زبانهای بیشتر اضافه می‌شود.
علاوه بر افزودن زبان‌های جدید، کلاب هاوس اعلام کرد قابلیت «علاقه‌مندی‌ها» (Interests) را به «موضوعات» (Topics) تغییر نام می‌دهد. این قابلیت به کاربران کمک می‌کند اتاقها، کلوبها و افراد با علایق مشترک یا مهارتهای مشابه را پیدا کنند و در حال حاضر در دسترس کاربران هر دو نسخه اندرویدی و iOS قرار دارد.
بر اساس گزارش ایندیا تایمز، کلاب هاوس اخیراً قابلیتهای جدیدی مانند پخش مجدد فراهم کرده‌است که به کاربران اجازه می‌دهد کل برنامه زنده اتاقی که در آن حضور داشتند را مجدداً گوش کنند. همچنین یک برنامه جایزه باگ را راه اندازی کرده که جایزه‌های آن برای گزارش نواقص اپلیکیشن از ۱۰۰ دلار تا ۳۰۰۰ دلار است.

## سیستم عامل
کلاب‌هاوس در ابتدا فقط برای کاربران آیفون در دسترس بود زیرا ارائه نسخه اندرویدی با توجه به گستردگی این سیستم عامل می‌توانست سرورهای کلاب‌هاوس را دچار اختلال نماید. در ژانویه سال ۲۰۲۱، این شرکت اعلام کرد که به زودی نسخه اندروید را توسعه می‌دهد. کلاب‌هاوس در فوریه ۲۰۲۱ اقدام به استخدام یک توسعه‌دهنده نرم‌افزار اندروید نمود. نسخه بتا برنامه اندروید این برنامه در ماه مه ۲۰۲۱ راه اندازی شد که در ابتدا فقط برای کاربران مستقر در ایالات متحده در دسترس بود و دسترسی جهانی برای آن به بعد موکول شده بود. در نهایت در ۲۱ می ۲۰۲۱، کلاب‌هاوس در دسترس کاربران اندروید در سراسر جهان قرار گرفت.

### رکورد حضور
در جلسه‌ای که در ۲۵ فروردین ۱۴۰۰ بین مصطفی فقیهی و فائزه هاشمی رفسنجانی برگزار گردید، رکورد پرمخاطب‌ترین جلسه با حضور حدود بیست و چهار هزار نفر به صورت زنده در کلاب‌هاوس فارسی ثبت شد.

## فیلترینگ در ایران
این شبکه اجتماعی گفتگو محور در مهرماه ۱۴۰۱ بر روی کلیه شبکه‌های اینترنت ثابت در ایران نیز فیلتر شد. پیش از این (از فروردین ۱۴۰۰) این شبکه اجتماعی بر روی اینترنت اپراتورهای همراه در ایران فیلتر بود.